# Rudy Demahis-Ballou
Rudy Demahis-Ballou (Rouen, 26 febbraio 2002) è un cestista francese.

## Carriera

### Club
Cresciuto nel settore giovanile dell'INSEP, in cui ha trascorso tre anni, il 30 aprile 2020 firma il primo contratto professionistico con il Monaco. Con il club biancorosso vince l'Eurocup, conquistando così il primo trofeo internazionale della storia della squadra del Principato.

### Nazionale
Con la nazionale Under-19 della Francia ha disputato il Mondiale di categoria del 2021.

## Palmarès
- Eurocup: 1

Monaco: 2020-21